# شورش گوجو
شورش گوجو (به ژاپنی: 郡上一揆 ぐじょういっき)، به قیام بزرگی اشاره دارد که در دوره هوره‌کی (از اکتبر ۱۷۵۱ تا ژوئن ۱۷۶۵ میلادی) در قلمرو گوجو در ولایت مینو (شهر گوجو، گیفو امروزی، استان گیفو) در دوره ادو رخ داد.
در قلمرو گوجو، به دلیل وجود خط مشی‌های متضاد در درون قلمرو بر سر افزایش مالیات سالانه، شورشی در دوره انپو رخ داد، اما به‌طور کلی، خاندان کاناموری، ارباب قلمرو گوجو، جایگزین شد و این یک امر غیرعادی بود. موردی که در آن اعضای اصلی شوگون‌سالاری، مانند روجو و واکادوشییوری، برکنار شدند.